# 文嬴
文嬴（ぶんえい、生没年不詳）は、秦の穆公の娘。晋の文公の正夫人。姉妹に同じ文公の妃である懐嬴。文嬴の文は「晋の文公の夫人」の意で、嬴は母国である秦の国姓であり、つまり「晋の文公の嬴姓の夫人」という意味である。

## 生涯
秦の穆公の娘として生まれる。紀元前638年、60歳の晋の公子重耳（後の文公）が秦にやってくると、秦の穆公は公女5人を重耳に妻として与えた。文嬴は5名の公女の中で首位になった。
重耳は晋公の座に就く。文嬴は正夫人に立てられた。彼女の下には偪姞、季隗、杜祁の順だった。
文公は死去し、偪姞の子である襄公が即位すると、秦の穆公が晋に攻め入ってきたのでこれを迎撃し、秦の三人の将軍を捕虜とした（殽の戦い）。襄公は三将軍を斬ろうとしたが、嫡母の文嬴は将帥を釈放してほしいと要請し、「穆公は三人を恨むこと骨髄に徹しています。どうか三人を秦に帰し、秦の君に思う存分に煮殺させてください」襄公は母の言葉に従い、三将軍を秦に帰した。晋の正卿先軫は襄公が3人の将軍を釈放したと聞いて大いに怒り、「将兵たちがどれほどの力と命をかけて捕らえたかわからない敵の大将は、婦人の巧みな言葉であっという間に簡単に赦免された！このように自分の戦果を破壊して、敵の志を長くして、晋は間もなく滅亡します！」と言い、襄公を面と向かって罵倒した。襄公はとても後悔して、人を派遣して三人を追いかけて、しかし三人はすでに離れました。三人が帰ると穆公は郊外に出迎え、「老臣たちの忠言を聴かずに出兵したわたしが悪かった」と泣いて謝り、三人を許した。